# Reference Islands
Die Reference Islands sind eine Gruppe felsiger Inseln vor der Fallières-Küste des Grahamlands auf der Antarktischen Halbinsel. In der Marguerite Bay liegen sie 3 km westnordwestlich der westlichen Spitze der Neny-Insel und 2,5 km südöstlich der Millerand-Insel.
Teilnehmer der British Graham Land Expedition (1934–1937) unter der Leitung des australischen Polarforschers John Rymill kartierten sie 1936 grob. Der Falkland Islands Dependencies Survey nahm 1947 Vermessungen vor und benannte die Gruppe so, weil sie als Bezugsgröße (englisch reference) für weitere Vermessungen diente.